# Токугава Тадатеру
Токугава Тадатеру (яп. 松平 忠輝; 16 лютого 1592 — 24 серпня 1683) - японський самурай і дайме періоду Едо, шостий син Токугави Ієясу, першого сьогуна Японії з династії Токугава (1603-1605).

## Біографія
Народився в замку Едо в Рік Дракона. Його матір'ю була леді Тяа, наложниця Іеясу. У дитинстві його звали Тацутійо. Токугава Ієясу відправив сина на виховання своєму васалу Мінагава Хіротеру, дайме домена Мінагава в провінції Сімоцуке.
У 1599 році Токугава Ієясу завітав йому у володіння маєток Фукая-хан в провінції Мусасі. Був обраний спадкоємцем Мацудайра (Нагасава) Ясутада. У 1602 році отримав у володіння від батька домен Сакура-хан в провінції Сімоса, в 1603 році був переведений в домен Каванакадзіма-хан в провінції Сінано.
Токугава Тадатеру був одружений з дате Ірохе, старшою дочкою Дате Масамуне, даймьо Сендай-хана. У 1610 році Тадатеру отримав у володіння від свого старшого брата, другого сьогуна Токугави Хідетади, домен Такада-хан в провінції Етіго.
Цікавився бойовими мистецтвами, чайними церемоніями і відносинами з іноземцями.
У 1614 році під час зимової кампанії під Осакою Токугава Тадатеру отримав наказ залишатися в Едо. Влітку 1615 року за розпорядженням сьогуна Хідетади Тадатеру отримав наказ взяти участь у другій осакській кампанії. Однак він зволікав з тим, щоб вступити в битву при Осака, внаслідок чого в 1616 році був позбавлений земельної власності (Такада-хана). Сьогун Токугава Хідетада заслав його спочатку в провінцію Ісе, потім в провінції Хіда і Сінано, де він залишався до самої смерті.
У серпні 1683 року старий Токугава Тадатеру помер у темниці замку Такасіма.